# Franz (cráter)

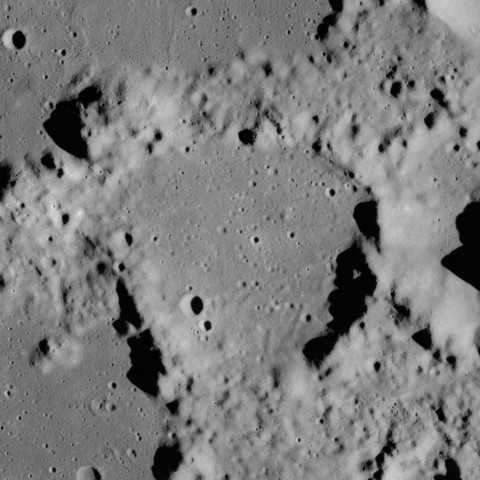
Franz con el sol a baja altura sobre el horizonte, también desde el Apolo 17

Franz es un pequeño cráter de impacto lunar identificado durante la misión Apolo en agosto de 1971 y situado en el borde oriental del Sinus Amoris, una bahía que forma una prolongación hacia el norte del Mare Tranquillitatis. Se encuentra al suroeste del destacado cráter Macrobius. Al norte se encuentra el más pequeño cráter Carmichael, y al noroeste aparece el diminuto Theophrastus.
|  |

El borde de este cráter se ha erosionado debido a impactos posteriores, aunque conserva una forma generalmente circular. El interior se ha inundado de lava, dejando sólo una pared interior estrecha y los restos de un borde bajo. Esta planta tiene el mismo albedo que el terreno circundante, no siendo tan oscuro como la superficie del mar lunar al norte y al oeste. Unido al exterior del borde oriental aparece Proclo E, una formación de doble cráter. Proclus se encuentra al este a través del Palus Somni, el Pantano del Sueño.